# Mélonin Noumonvi
Mélonin Noumonvi (Parigi, 10 ottobre 1982) è un lottatore francese, specializzato nella lotta greco-romana. È stato campione del mondo ai mondiali di Tashkent 2014 nella categoria degli 85 chilogrammi.
Ha rappresentato la Francia a tre edizioni consecutive dei Giochi olimpici estivi Atene 2004,Pechino 2008 e Londra 2012.

## Palmarès
- Mondiali

Herning 2009: argento negli 84 kg.
Tashkent 2014: oro negli 85 kg.
- Europei

Mosca 2006: bronzo negli 84 kg.
Sofia 2007: bronzo negli 84 kg.
Baku 2010: bronzo negli 84 kg.
Tbilisi 2013: bronzo negli 96 kg.
- Giochi europei

Baku 2015: bronzo nei 98 kg.
- Giochi del Mediterraneo

Almerìa 2005: bronzo negli 84 kg.
Pescara 2009: bronzo negli 84 kg.
Mersin 2013: oro nei 96 kg.
Tarragona 2018: oro nei 97 kg.